# Pentekostalizm na Ukrainie
Zielonoświątkowcy są najliczniejszym protestanckim ugrupowaniem na Ukrainie. Według szacunków liczba zielonoświątkowców wynosi około 400 tysięcy. Główną zielonoświątkową denominacją jest Wszechukraiński Związek Chrześcijan Wiary Ewangelicznej, ponadto na Ukrainie działają inne denominacje o charakterze zielonoświątkowym, jak również niezależne zbory charyzmatyczne. Po roku 1990 część ukraińskich zielonoświątkowców wyemigrowała do Stanów Zjednoczonych.

## Historia
Na terenach ukraińskich już od końca XVI wieku pojawiały się grupy o pewnych cechach charakterystycznych dla zielonoświątkowców, jak duchoborcy czy mołokanie. Pentekostalizm dotarł na ziemie ukraińskie na początku XX stulecia, wraz z ukraińskimi reemigrantami, którzy powracali ze Stanów Zjednoczonych. Już w 1919 roku wrócili z Ameryki: Porfirij Ilczuk, Trochim Nagornyj i Józef Antoniuk. Zamieszkali oni w okolicach Krzemieńca, zaangażowali się w działalność kaznodziejską, w wyniku które zaczęły powstawać zielonoświątkowe zbory na terenie dzisiejszego obwodu tarnopolskiego. Niemal jednocześnie zaczęły powstawać zbory w powiecie rówieńskim w wyniku powrotu kolejnych reemigrantów z Ameryki.
Pierwszy zbór powstał w 1920 roku na Wołyniu. 4-6 maja 1924 roku miała miejsce pierwsza Konwencja Chrześcijan Świętej Pięćdziesiątnicy, która odbyła się w Krzemieńcu. Podczas konwencji powołano do życia związek zrzeszający ukraińskie wspólnoty zielonoświątkowe. W 1929 roku utworzono Związek Chrześcijan Wiary Ewangelicznej, który zrzeszał ukraińskich, białoruskich, polskich i niemieckich zielonoświątkowców mieszkających na terytorium II Rzeczypospolitej.
W okresie międzywojennym wydawano następujące pisma: Primiritiel, Jewanhielskij Hołos, Budiwielnik Bożoj Cerkwy.
Drugim skrzydłem rozwoju ruchu zielonoświątkowego na Ukrainie była działalność misjonarza – Iwana Woronajewa, który prowadził działalność w radzieckiej części Ukrainy. Założone przez niego wspólnoty znane są jako pięćdziesiątnicy. Pierwszy zbór na Ukrainie, który powstał w wyniku pracy Woronajewa, został zorganizowany w 1920 roku w Odessie. W 1928 w sowieckiej części Ukrainy było 350 zborów, a w 1930 prawie 500 zborów o liczbie członków ok. 25 tysięcy. Zbór w Odessie liczył ponad tysiąc członków. Woronajew został osadzony w więzieniu w 1928 roku.
Ponadto w 1928 roku ruch zielonoświątkowy dotarł też na teren Bukowiny, która do roku 1940 należała do Rumunii. Również był to rezultat działalności reemigrantów. Do roku 1940 powstało około 30 zborów (rumuńskojęzycznych i ukraińskojęzycznych).
W okresie sowieckiego reżimu, wielu zielonoświątkowych pastorów i liderów było prześladowanych przez władzę. Spędzili oni wiele lat w więzieniach i obozach koncentracyjnych. Również szeregowi członkowie byli skazywani na pozbawienie wolności. Wymiar kary obejmował zwykle 20-25 lat więzienia. Wielu zielonoświątkowców zginęło w więzieniach, w tym sam Iwan Woronajew.
W 1944 r. stworzono federację o nazwie Kościół Ewangelicznych Chrześcijan Baptystów, do której, na skutek presji władz, przystąpiły pozostałe ugrupowania ewangeliczne, w tym zielonoświątkowcy. Sytuacja ta trwała do 1990 roku.

## Współczesność
Wszechukraiński Związek Chrześcijan Wiary Ewangelicznej (zielonoświątkowcy) został reaktywowany po latach prześladowań i niesamodzielności w 1990 roku. Przeszły doń zbory zielonoświątkowe należące przedtem do federacji Kościoła Ewangelicznych Chrześcijan Baptystów, a także przyjął niektóre niezależne zbory i misje zielonoświątkowe działające dotychczas w podziemiu. Jest największą zielonoświątkową denominacją na Ukrainie. Według danych za rok 2007, liczy on 108 219 członków (nie licząc dzieci), skupionych w 1490 zborach. 757 zborów posiada własne obiekty sakralne, 202 zborów buduje sobie obiekty.
Związek publikuje trzy oficjalne magazyny: Zwiastun Dobrej Nowiny, Głos Ewangeliczny oraz Ewangelista. Oprócz tego poszczególne zbory wydają własne periodyki. Zielonoświątkowcy na Ukrainie są też znani z prowadzenia własnych stacji radiowych i programów telewizyjnych.
Inne formy działalności obejmują m.in. prowadzenie ośrodków misyjnych, z czego największe to: Głos Nadziei w Łucku, Możliwość w Mariupolu oraz Dobry Samarytanin w Równem.
Zielonoświątkowcy posiadają na Ukrainie blisko 20 seminariów biblijnych, instytutów oraz szkół.
Obecnie na Ukrainie żyje około 400 tysięcy wszystkich zielonoświątkowców.